# Juan Almirati Cacheiro
Juan Manuel Almirati Cacheiro (Treinta y Tres, Uruguay, 18 de agosto de 1926 - Montevideo, Uruguay, 6 de julio de 2000), fue un magistrado uruguayo, quien se desempeñó como miembro del Tribunal de lo Contencioso Administrativo entre 1995 y 1996.

## Primeros años
Nació en Treinta y Tres el 18 de agosto de 1926,hijo de Domingo Leopoldo Almirati y de Rosa Cacheiro. 
Cursó estudios en la Facultad de Derecho de la Universidad de la República, donde se graduó como abogado en 1952.

## Juez de Paz en el interior
Inició su carrera judicial en mayo de 1959 al ser designado Juez de Paz de la primera sección de Treinta y Tres, con sede en Treinta y Tres, su ciudad natal.

## Juez Letrado en el interior
En marzo de 1965 fue ascendido a Juez Letrado del mismo departamento de Treinta y Tres.
En mayo de 1968 fue trasladado al Juzgado Letrado de Sorianoy en febrero de 1974 al Juzgado Letrado de Pando.

## Juez Letrado en la capital. Destitución
En diciembre de 1975 fue ascendido a cumplir funciones en Montevideo como Juez Letrado en lo Civil de Noveno Turno.
Tras el inicio de la dictadura cívico militar de 1973, se registró un paulatino cercenamiento de la autonomía e independencia del Poder Judicial. Con la asunción de la Presidencia de la República por Aparicio Méndez, dicho proceso se aceleró. Inmediatamente se creó el Ministerio de Justicia, mediante el artículo 2° del Decreto Constitucional (o Acto Institucional) número 3 de 1° de setiembre de 1976.
Menos de un año después, el 1° de julio de 1977, se dictó el Decreto Constitucional-Acto Institucional número 8, por el que se modificaron las normas constitucionales referentes al Poder Judicial, dejando de tener carácter de tal y pasando a denominarse Administración de Justicia y a depender administrativamente del Poder Ejecutivo. La Suprema Corte de Justicia pasó a llamarse únicamente Corte de Justicia, a secas, y perdió la mayor parte de sus competencias como jerarca administrativo del sistema judicial, por ejemplo, las referidas a designaciones y traslados de jueces, en las que pasó a tener solo la potestad de iniciativa y cuya resolución final quedó en manos del Poder Ejecutivo.
El artículo 48 de dicho Acto Institucional declaró con carácter interino a todos los magistrados judiciales por un plazo de cuatro años.  A partir de entonces, decenas de magistrados considerados desafectos al régimen militar -entre ellos, Nelson García Otero, Jorge Pessano y Gervasio Guillot- fueron destituidos de sus cargos. También se contó entre los afectados Almirati, que en febrero de 1978 fue cesado en su cargo por el Poder Ejecutivo.

## Restitución. Tribunal de Apelaciones
Finalizada la dictadura cívico militar y restablecida la democracia, en setiembre de 1985 Almirati fue reintegrado al Poder Judicial al ser nombrado miembro del Tribunal de Apelaciones en lo Penal de Tercer Turno.
En setiembre de 1987 pasó a integrar el Tribunal de Apelaciones en lo Civil de Quinto Turno, creado el año anterior, en el que permaneció durante casi ocho años.

## Tribunal de lo Contencioso Administrativo
El 26 de julio de 1995 la Asamblea General lo eligió, junto a Manuel Mercant y José Baldi, por 117 votos favorables, como ministro del Tribunal de lo Contencioso Administrativo, para cubrir las vacantes generadas por los retiros de Amelia Pereira de Balestrino, Luis Alberto Galagorri y Manuel Díaz Romeu.Todos prestaron juramento el mismo día.
Integró el TCA durante poco más de un año, cesando en su cargo en agosto de 1996 al cumplir los 70 años, edad establecida como límite para integrar el Tribunal de lo Contencioso Administrativo según el artículo 308 de la Constitución, que se remite en cuanto a las condiciones para ocupar dicho cargo a las previstas para los miembros de la Suprema Corte de Justicia.
La vacante generada por su retiro fue cubierta en noviembre de 1996 con el ingreso de Julio César Panizza.

## Fallecimiento
Juan Manuel Almirati falleció en Montevideo el 6 de julio de 2000, a los 73 años de edad.
La Cámara de Senadores le rindió homenaje pocos días después de su fallecimiento.